# Thiago Neves
Thiago Neves Augusto (ur. 27 lutego 1985 roku w Kurytybie) – brazylijski piłkarz występujący na pozycji ofensywnego pomocnika. Obecnie gra we Fluminense FC.

## Kariera klubowa
Thiago Neves zawodową karierę rozpoczynał w 2005 roku w zespole Paraná Clube, w barwach którego zadebiutował w rozgrywkach brazylijskiej ekstraklasy. Paraná zajęła w końcowej tabeli siódmą lokatę, a Neves w 29 spotkaniach strzelił trzy gole. W 2006 roku Thiago przeniósł się do japońskiego Vegalta Sendai, by w 2007 roku powrócić do kraju i podpisać kontrakt z Fluminense FC. W pierwszym sezonie występów w drużynie "Tricolor carioca" brazylijski zawodnik prezentował kapitalną formę i poprowadził swój klub do zajęcia w lidze czwartego miejsca. Neves wystąpił w 33 pojedynkach, w których dwanaście razy wpisał się na listę strzelców. Został wybrany najlepszym graczem sezonu, czym wzbudził zainteresowanie wielu innych zespołów. Brazylijczyk był bliski przejścia do Realu Madryt, jednak ostatecznie pozostał w Fluminense na kolejny rok. Neves znów prezentował wyśmienitą formę, a w lutym 2008 roku w wygranym 4:1 spotkaniu przeciwko CR Flamengo udało mu się nawet zaliczyć hat-tricka. Thiago znów znalazł się w kręgu zainteresowań wielu innych zespołów, między innymi włoskiego A.C. Milan. 30 sierpnia tego samego roku podpisał pięcioletnią umowę z niemieckim Hamburger SV. W Bundeslidze zadebiutował 13 września w wygranym 3:2 spotkaniu przeciwko Bayerowi 04 Leverkusen. W rundzie jesiennej debiutanckiego sezonu zagrał jeszcze w pięciu pojedynkach, po czym, w lutym 2009 roku został wypożyczony do swojego byłego klubu, Fluminense Rio de Janeiro. Do końca sezonu rozegrał tam 10 meczów i strzelił 6 bramek. Następnie trafił do Al-Hilal z którego w 2011 został wypożyczony do Flamengo. Od 17 stycznia 2012 jest zawodnikiem Fluminense.

## Kariera reprezentacyjna
Neves był członkiem reprezentacji Brazylii do lat 23. Do dorosłej kadry po raz pierwszy został powołany w marcu 2008 roku na towarzyskie spotkanie przeciwko Szwecji, w meczu tym Thiago jednak nie wystąpił. W ekipie "Canarinhos" zadebiutował podczas Igrzysk Olimpijskich w Pekinie, na których strzelił dwa gole i razem z drużyną zdobył brązowy medal.